# Koloniale Frauenschule Rendsburg

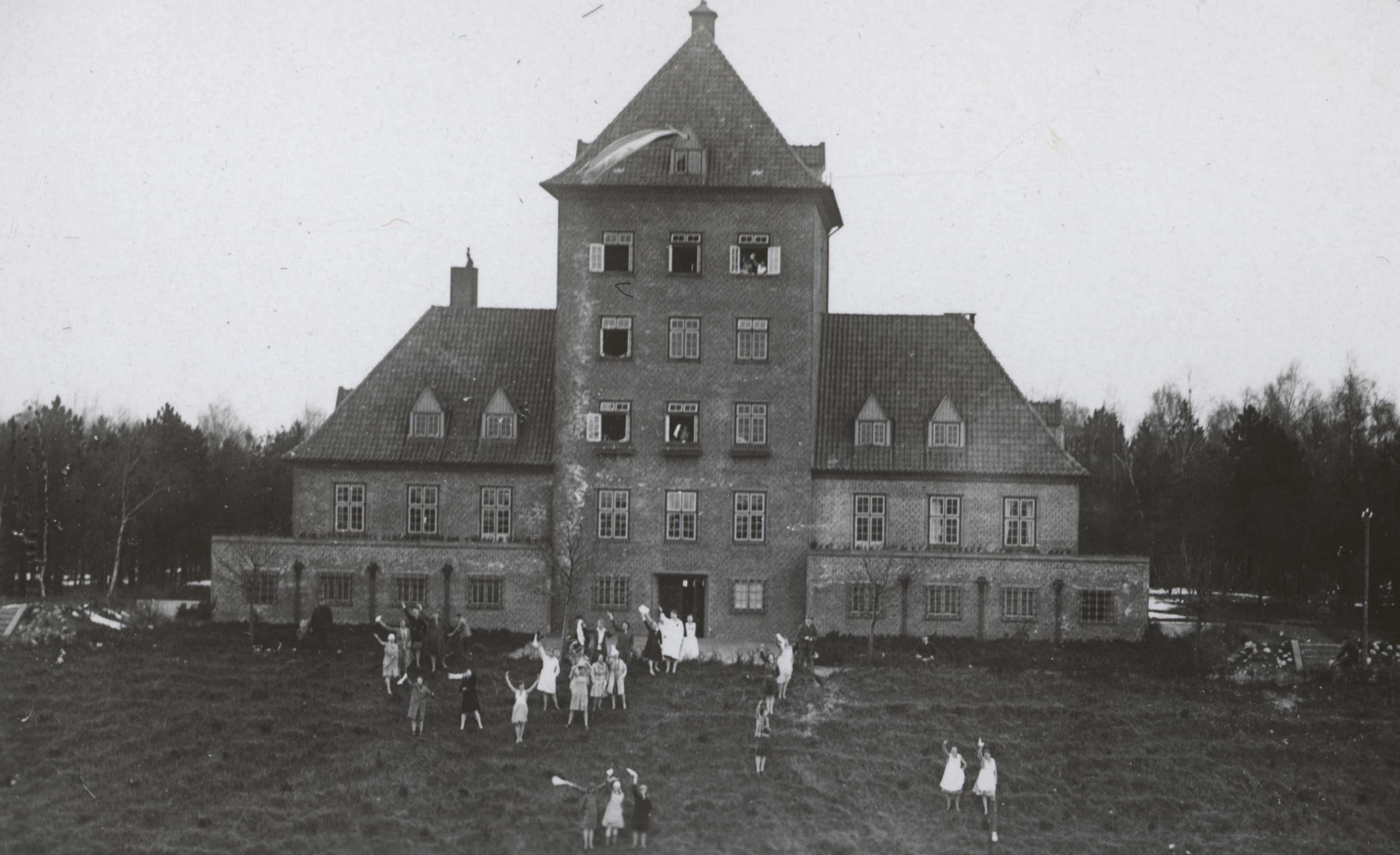
Hauptgebäude der Kolonialen Frauenschule in Rendsburg, Schülerinnen winken bei der Passage eines Schiffes auf dem Kaiser-Wilhelm-Kanal

Die Koloniale Frauenschule Rendsburg (KFS) bestand von 1927 bis 1945. Ihre Gründung erfolgte damit in einer Zeit, in der es keine deutschen Kolonien mehr gab. Sie entstand im Rahmen des in der Weimarer Republik bestehenden Kolonialrevisionismus und bildete junge Frauen für Tätigkeiten in den Gebieten der ehemaligen deutschen Kolonien aus. Während der nationalsozialistischen Herrschaft verschob sich das Ziel auf die Vorbereitung für Arbeitseinsätze in besetzten Gebieten Osteuropas. Der KFS-Betrieb wurde, auf ausdrückliche Anweisung Heinrich Himmlers, bis wenige Tage vor Ende des Zweiten Weltkriegs aufrechterhalten.
Die KFS-Ausbildung in Rendsburg durchliefen etwa 1100 Frauen. Das während dieser Ausbildung vermittelte Frauenbild war ein traditionelles. Die meisten Schülerinnen strebten zwar ein selbstbestimmtes Leben in Übersee an. Doch Heirat mit Siedlern und Familienbildung war eine „unsichtbare Mission“ der KFS.
Nach 1945 bezog die Rendsburger Heimvolkshochschule das KFS-Hauptgebäude, 1977 wurde es wegen einer Erweiterung des Nord-Ostsee-Kanals, an dessen Nordufer es sich befand, abgerissen. Andere Gebäude der ehemaligen KFS werden aktuell vom Nordkolleg Rendsburg genutzt.

## Vorgeschichte und Gründung
Im Deutschen Kaiserreich war Kolonialismus anfangs ein ganz überwiegend „männliches Projekt“, Frauen waren meist nur befristet als Krankenschwestern in den überseeischen Besitzungen tätig oder als Ehefrauen von Missionaren. Das änderte sich ab Mitte der 1890er Jahre, als beobachtet wurde, dass in den deutschen Kolonien die Anzahl der Ehen zwischen deutschen Männern und einheimischen Frauen zunahm. Das störte die „Rassenhierarchie“, auf die sich der deutsche Kolonialismus zur Rechtfertigung seines Herrschaftsanspruchs berief. Um eine „Verkafferung“ der Männer zu verhindern, sollten unverheiratete deutsche Frauen in die Kolonien geschickt werden, um dort zu heiraten und weiße Kinder zu gebären. Neben dieser „biologischen Mission“ sollten die Frauen, etwa als Haushaltshelferinnen, auch als Arbeitskräfte dienen. Darüber hinaus wurde die deutsche Kolonialfrau zur „Kulturträgerin und Grenzwächterin“ stilisiert.
Das koloniale Frauenengagement wurde institutionell vom Frauenbund der Deutschen Kolonialgesellschaft getragen, dazu gehörte auch die Einrichtung kolonialer Frauenschulen. Die erste dieser Schulen wurde 1908 in Witzenhausen gegründet, dort befand sich bereits seit 1898 die Deutsche Kolonialschule für Landwirtschaft, Handel und Gewerbe. Wegen finanzieller Schwierigkeiten wurde die Frauenschule aber schon 1910 wieder geschlossen. Auch die 1911 eröffnete Frauenschule in Bad Weilbach konnte sich nicht halten, ihr Betrieb wurde 1914 eingestellt.
Nach Ende des Ersten Weltkrieges musste das Deutsche Reich gemäß Friedensvertrag von Versailles auf alle seine überseeischen Gebiete verzichten. Doch die Begeisterung für Koloniales blieb auch in der Weimarer Republik groß, Forderungen nach Wiedererlangung der Kolonien verstummten nicht. Seit 1925 durften sich deutsche Staatsbürger und auch ehemalige Kolonisten wieder in den einstigen Überseegebieten des Reiches ansiedeln. Damit stieg die Hoffnung auf Zurückgewinnung der Kolonien. Auf Basis dieses Kolonialrevisionismus der Zwischenkriegsjahre wurde die KFS in Rendsburg gegründet.
Nachdem die Ansiedlung von Deutschen in den ehemaligen Kolonien wieder zugelassen war, initiierte der Frauenbund der Deutschen Kolonialgesellschaft die Gründung einer neuen Kolonialschule für Frauen und wurde dabei von der Krankenpflegeorganisation Frauenverein vom Roten Kreuz für Deutsche über See sowie dem Reichsministerium des Innern unterstützt. Der zuständige Ministerialdirektor Bruno Dammann wandte sich bei der Suche nach einem Standort an seinen Bekannten Theodor Steltzer, Landrat des Kreises Rendsburg. Der sondierte ein Areal, das akzeptiert wurde. Den Bauplatz der künftigen Schule überließ die Stadt kostenlos.

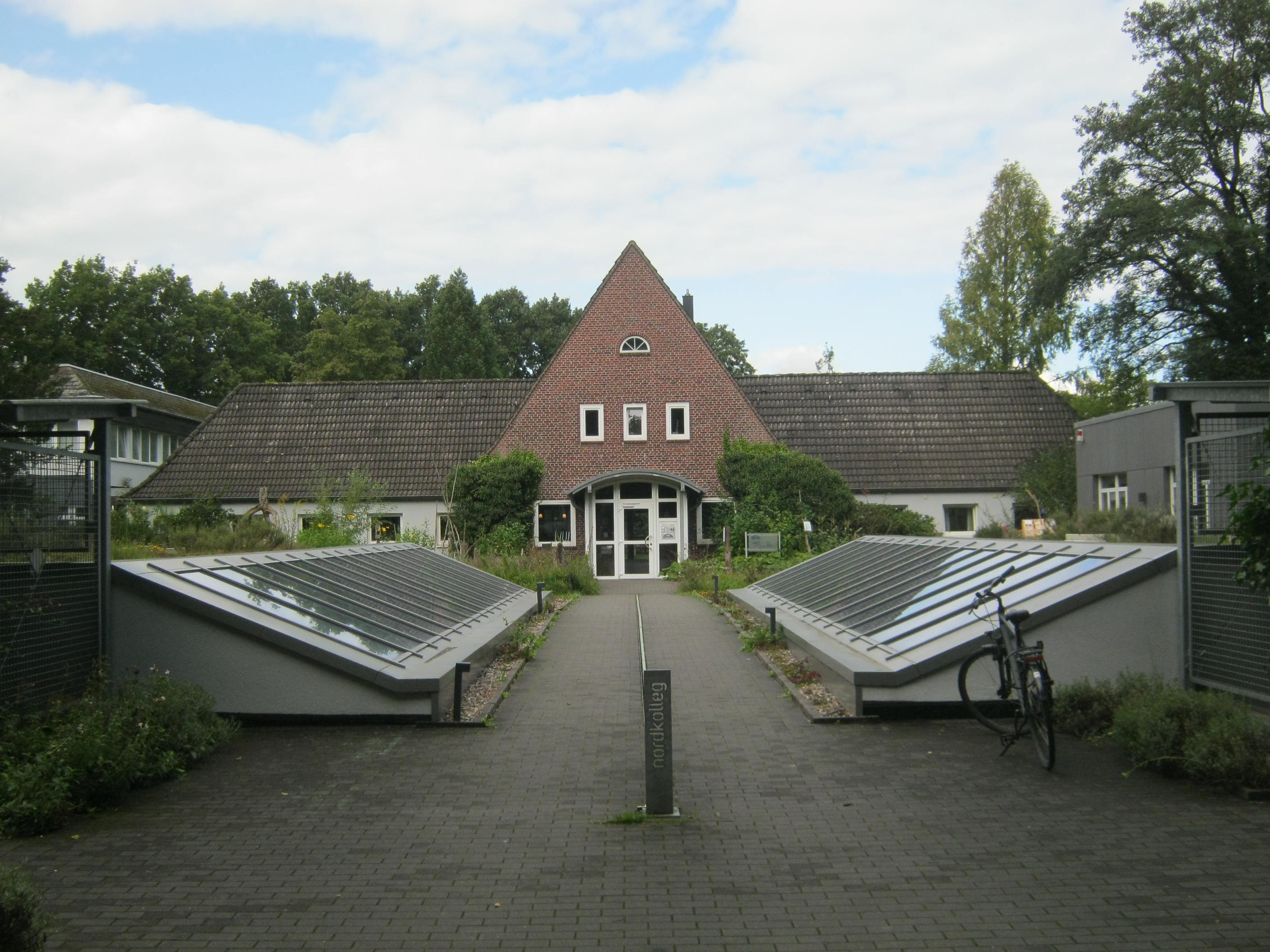
Ehemaliges Gartenhaus der Frauenschule, inzwischen Hauptgebäude des Nordkolleg Rendsburg

Die Gebäude und Anlagen der Kolonialen Frauenschule lagen im Westen Rendsburgs zwischen dem Kaiser-Wilhelm-Kanal und der Eider. Das Haupthaus befand sich in direkter Nähe zum Kanal. Andere Gebäude (Gartenhaus, Wohnhäuser sowie Sporthalle, Werkstätten, Gewächshaus und Ställe) und Anlagen (Sportplatz, Reitbahn) lagen vom Haupthaus durch das Wäldchen Gerharsdshain getrennt im Norden des Grundstücks. Diese Lage fand in den folgenden Jahren immer wieder mediale Beachtung: eine koloniale Frauenschule, die an einer internationalen Schifffahrtsstraße lag, welche die kleine Stadt in Schleswig-Holstein mit der weiten Welt verband.
Am 24. März 1926 wurde im Reichsministerium des Innern die „Koloniale Frauenschule Rendsburg m. b. H.“ gegründet, Gesellschafter waren
- Wilhelm Arning, Mitbegründer und späterer Leiter der Deutschen Kolonialschule für Landwirtschaft, Handel und Gewerbe in Witzenhausen als Treuhänder des Deutschen Reiches. Er hielt ein Stammkapital von 12.000 Reichsmark.
- Landrat Steltzer und Pastor Johannes Tonnesen mit 3.000 Reichsmark als Vorstandsmitglieder der Schleswig-Holsteinischen Gesellschaft für deutsche Volkserziehung. Die Gesellschaft war Trägerin der Rendsburger Heimvolkshochschule, die unweit der KFS ihren Sitz hatte. Stelzer war 1921 Mitbegründer dieser Volkshochschule nach dänischem Modell gewesen.
- Bürgermeister Christian Timm (4.000 Reichsmark) als Vertreter der Stadt Rendsburg,
- Agnes von Boemcken (1.000 Reichsmark) als Vertreterin des Frauenbundes der Deutschen Kolonialgesellschaft

Erster Geschäftsführer der KFS wurde Pastor Tonnesen; als zweiter Geschäftsführer war der künftige Schuldirektor vorgesehen.

## Die KFS-Direktoren Helling und Körner
Zum ersten KFS-Direktor wurde der 1897 geborene Hans Helling bestellt. Der promovierte Landwirt hatte 1924 zusammen mit seiner Frau Gertrud ein Waldgebiet in Brasilien gekauft und dort eine Farm angelegt, auf der unter anderem Baumwolle und Mais angebaut wurde. Er selbst hatte sich nicht beworben. 1926 reiste seine schwangere Frau nach Deutschland, um dort ihr Kind zur Welt zu bringen. In einer Zeitung las sie die KFS-Stellenausschreibung und bewarb sich für ihren Mann. Der wurde von Landrat Steltzer ausgewählt, erhielt einen Zweijahresvertrag und trat seinen Posten am 1. Januar 1927 an. Der Lehrbetrieb wurde am 1. Mai 1927 aufgenommen.
Bis 1930 schwankte der Charakter der KFS zwischen einer Volkshochschule und einer landwirtschaftlichen Frauenschule. Erst mit dem Wechsel des Direktors begann die Entwicklung einer kolonialen Frauenschule im eigentliche Sinne. Im Gesellschaftsvertrag der Schule war eine klare Festlegung auf Auslandstätigkeiten als Ziel der Ausbildung vermieden worden. In Paragraph 2 hieß es: „Gegenstand des Unternehmens ist die land- und hauswirtschaftliche Ausbildung von Mädchen und Frauen für Siedlungszwecke im In- und Ausland.“ Der Frauenbund der Deutschen Kolonialgesellschaft wollte dagegen nur solche Schülerinnen fördern, die ausdrücklich bekundeten, nach der KFS-Ausbildung eine Stellung in deutschen Familien in Afrika anzunehmen.
Die unterschiedliche Vorstellung über den KFS-Zweck und zunehmende finanzielle Schwierigkeiten führten dazu, dass der Vertrag Hellings nicht über 1928 hinaus verlängert wurde. Bald darauf gab auch Landrat Stelzer seine Funktion als Gesellschafter der KFS auf. Er stand dem Heimvolkshochschulkonzept näher als dem kolonialen Gedanken. Kommissarische Schulleiterin wurde für 16 Monate die KFS-Lehrerin für Näh- und Schneiderunterricht, Anna Pahl.
Am 16. Mai 1930 wurde Karl Körner (1885–1976) Direktor und Geschäftsführer der KFS und blieb es bis 1945. Nach seiner Auffassung war die Schule in den Jahren vor seiner Direktorenschaft „Opfer eines törichten Dillentantentums“ gewesen und ein „groteskes Kleinstadtidyll“, inszeniert „von einem geschäftigen Pastor und einem Landrat, die beide den kolonialen Fragen ganz fern standen.“
Der gelernte Steinhauer Körner hatte ab 1902 das Lehrerseminar in Wolfenbüttel besucht, wurde Volksschullehrer, studierte dann Mathematik und Naturwissenschaften an der Technischen Hochschule Braunschweig. Anschließend war er Studienrat am Lyzeum in Wolfenbüttel, Leiter der deutschen Schule im türkischen Adana, Seminarprorektor in der Lehrausbildung, Leiter einer Oberrealschule. Schließlich baute er in Windhuk (Südwestafrika) die deutsche Oberrealschule aus. 1928 kehrte Körner nach Deutschland zurück und wurde bis zu seinem KFS-Engagement wieder in der Lehrerausbildung tätig. Körner war erklärter Gegner der Weimarer Demokratie. Ein NSDAP-Aufnahmenantrag, den er 1937 stellte, wurde jedoch abgelehnt.
Siegle erscheint Körner als ein typischer Vertreter der Kolonialbewegung in der Weimarer Zeit: „deutsch-national, demokratiefeindlich, aber nicht von Herzen Hitler und seiner Bewegung zugneigt.“
Von 1936, dem Jahr der Gleichschaltung der Kolonialbewegung, bis 1945 gab es einen Dauerkonflikt um Körner. NSDAP-Parteivertreter, wie die NS-Frauenschaft, der Bund Deutscher Mädel (BDM), die Reichsjugendführung, der Reichskolonialbund, die Rendsburger NSDAP-Kreisleitung und massiv auch der Gauleiter Schleswig-Holsteins, Hinrich Lohse, wollten ihn seines Amtes entheben, weil er den Ideen der „Bewegung“ fern und zudem „Querulant“ und „Reaktionär“ sei. Die KFS werde nicht im nationalsozialistischen Sinne geführt und sei nicht genügend volksverbunden. Demgegenüber standen Vertreter der Reichsministeriums des Inneren und des Reichskolonialamtes, wie der amtierende KFS-Aufsichtsratsvorsitzende Karl Jung, die auf die Fachkenntnisse Körners nicht verzichten wollten. SS-Mann Jung betonte zudem, Körner stehe durchaus dem NS-Denken nahe und habe sich dienstlich nie etwas zuschulden kommen lassen. Von Parteiseite gab es zahlreiche Anordnungen, Körner seines Amtes zu entheben, darunter auch eine von Martin Bormann, dem Leiter der Parteikanzlei Hitlers. Doch gelang es den Regierungsvertretern, Siegle vermutet durch „Aussitzen des Problems“, Körner bis 1945 im Amt zu halten.
Körner wurde 1946 Direktor der Meldorfer Gelehrtenschule im Kreis Süderdithmarschen und hatte Pläne für eine neue Frauenschule zum Erhalt des „Deutschtums“ in Übersee.

## Schulbetrieb von 1927 bis 1945
Das Alter der Schülerinnen lag meist zwischen 18 und 22 Jahren. Kursbeginn war zweimal im Jahr, jeweils im April und im Oktober. Eine Abschlussprüfung gab es an der Schule erst ab 1930 (unter Direktor Körner), eine staatlich anerkannte Berufsbezeichnung war damit jedoch nicht verbunden. Zur Aufnahme an der Schule waren weder Abitur noch eine spezielle vorherige Berufsausbildung erforderlich, jedoch ein erhebliches Schulgeld. Anfangs kosteten Schulbesuch und Internatsaufenthalt 900 Reichsmark im Jahr, plus 30 Reichsmark Aufnahmegebühr. Bis 1936 stieg die Schulgebühr auf 1.440 Reichsmark. Der Frauenbund der Deutschen Kolonialgesellschaft vergab zwar Stipendien, doch die erhielten vorwiegend Mädchen, die in den Kolonien aufgewachsen waren. Laut Dorothea Siegle galt für Mädchen ohne solche Herkunft die Regel: „Waren die Eltern nicht wohlhabend, musste die koloniale Ausbildung ein Wunschtraum bleiben.“
Die Schülerinnenzahlen der Rendsburger KFS entwickelten sich deutlich besser als bei den kolonialen Frauenschulen vor 1914, die nach wenigen Jahren ihren Betrieb aufgegeben hatten. Den ersten Kurs begannen im Mai 1927 acht Schülerinnen, im Herbst des Jahres waren es dann 13. Ein Jahr darauf war die Schule bereits mit 40 Teilnehmerinnen voll besetzt. Bei dieser Vollbesetzung blieb es bis 1945, auch nachdem die KFS-Kapazität 1942 auf 180 Plätze erhöht worden war. Insgesamt wurde die KFS von 1.100 Schülerinnen besucht, etwa 800 davon hatten eine Abschlussprüfung bestanden.
Zum Lehrangebot gehörten praktische und theoretische Fächer, darunter beispielsweise Kochen, Schlachten, Backen, Aufgaben der Milchwirtschaft, Körper- und Krankenpflege, Kleinviehzucht, außerdem handwerkliche Tätigkeiten wie Tischlern, Polstern und Schustern. Dazu kam theoretischer Unterricht, wozu auch Sprachkurse zählten. Großer Wert wurde auf körperliche Ertüchtigung gelegt: Reiten, Schwimmen, Gymnastik, Rhönradfahren. Auch Schießtraining stand auf dem Lehrprogramm.
Im Jahr 1930 unterrichtete KFS-Direktor den größten Teil der theoretischen und sprachlichen Fächer selbst: „Weltwirtschaftliche und weltpolitische Erdkunde“, „Zeitprobleme der Weltwirtschaft“, Geopolitik, „Kolonialprobleme“, Englisch, Spanisch, Portugiesisch, Kisuaheli und Herero. Seine Ehefrau unterrichtete ebenfalls Englisch und Spanisch. Drei Lehrerinnen für landwirtschaftliche Haushaltskunde gaben praktischen Unterricht. Zu den Lehrkräften gehörten außerdem eine Geflügelzüchterin und ein Gärtner. Für die Unterweisungen in Sport und Gesundheitspflege kamen externe Mitarbeiter in die KFS. Außerdem waren zwölf „Hilfskräfte“ als Anleiter für handwerkliche Tätigkeiten, Autofahren und Schießen an der Schule tätig.
Der Tagesplan der Schülerinnen war von morgen um 5:30 Uhr bis zum Zapfenstreich um 22:00 Uhr prall gefüllt, weil zu den Unterweisungen auch noch hausarbeiterische „Ämter“ kamen. Dieses Programm lässt Siegle zweierlei vermuten: Einerseits müsse das Schulleben für die jungen Frauen sehr anstrengend gewesen sein, andererseits könne das vermittelte Wissen nur sehr oberflächlich geblieben sein: „Wie sollten sie nach einem Jahr fließend Kisuaheli sprechen, drechseln und Zähne ziehen können?“
Die Ansprüche waren erklärtermaßen niedrig. So hatte Körner selbst ein Lehrbuch für Kisuaheli verfasst, das keine grammatikalische Vollständigkeit erhob und sich allein auf die arbeitsbezogene Kommunikation der Frau mit ihren „Boys“ beschränkte.

### Die KFS im Nationalsozialismus
1933 wurden die Erziehungsziele der Frauenschule konsequent den Vorgaben des Nationalsozialismus angepasst, der Vermittlung des „Deutschtums“ kam eine große Bedeutung zu, neue Unterrichtsfächer wie Vererbungslehre, Erbgesundheitslehre und Rassenkunde wurden eingeführt. Dem hatte der KFS-Direktor teilweise schon vorgegriffen, weil er schon 1931 mit „rassenkundlichen Belehrungen“ begann. Zudem wurde die Ausbildung um ein Medizin- und Pflegesemester verlängert, das im Krankenhaus Hamburg-Barmbek abzuleisten war. Zu den Aufnahmebedingungen gehörte ein Ariernachweis sowie die BDM-Mitgliedschaft.
Während der NS-Zeit war die Schule besonders populär, auch literarisch wurde für sie geworben. Else Steup, Angehörige des Frauenbundes, verfasste 1936 Wiete will nach Afrika. Ein Jungmädchenbuch und 1938 Wiete erlebt Afrika. Ein junges Mädchen bei deutschen Farmern. Außerdem wurde 1937 von Paul Lieberenz ein 19-minütiger Film mit dem Titel Die Deutsche Frauen-Kolonialschule Rendsburg 1937 gedreht, der das Prädikat „staatspolitisch wertvoll“ erhielt und in den Kinos im Vorprogramm des Fox-Films Die Zigeunerprinzessin lief.
In den ersten Jahren der nationalsozialistischen Herrschaft blieb es bei den KFS-Schülerinnen mehrheitlich bei der herkömmlich-kolonialen Ausrichtung: Zwischen dem 1. April 1935 und dem 31. März 1939 gingen 42 Absolventinnen ins europäische Ausland, sechs nach Asien, 13 nach Südamerika, drei nach Mittelamerika, eine nach Ozeanien und 84 nach Afrika, die meisten davon in das ehemalige Deutsch-Südwestafrika und das frühere Deutsch-Ostafrika. Nach Beginn des Krieges 1939 wurde die Vermittlung in afrikanische Gebiete eingestellt. Stattdessen gingen KFS-Ausgebildete in die besetzten Gebiete Osteuropas und erfüllten dort ihr „koloniale Mission“.

### Ausrichtung nach Osteuropa
Im Jahr 1941 berichtete die Sekretärin Körners, Hildegard Dreves, in einem Rundsbrief: „Einige ehemalige Schülerinnen sind bei der SS in der Ukraine als deutsche Landfrauen angestellt und haben mehrere Kolchosen unter sich.“
1943 wurden alle kolonialpolitischen Aktivitäten des NS-Staates, die Afrika galten, eingestellt. Die Expansion nach Osteuropa wurde zum einzigen Ziel. Für die Schule hatte das kaum Veränderungen zur Folge. Die Absolventinnen waren als „Kulturträgerinnen“ des „Deutschtums“ nicht an ein bestimmtes Territorium gebunden. Für die KFS bot die Siedlungstätigkeit des Reichskommissariats für die Festigung deutschen Volkstums im besetzten Polen die Möglichkeit eines Orientierungswechsels sowie eine Legitimation für die Schule in Kriegszeiten. Mit Unterstützung der Leiterin des Hauptarbeitsgebiets Fraueneinsatz in Krakau wurden KFS-Absolventinnen ins Generalgouvernement vermittelt.
In Potok Zloty (Generalgouvernement) bestand zeitweilig eine Niederlassung der KFS. Dort sollten die jungen Frauen vor ihrem Arbeitseinsatz einen dreimonatigen Vorbereitungskurs erhalten. Eine KFS-Absolventin, die in Rendsburg auch als Lehrerin tätig gewesen war, baute in Sitno (Kreis Zamojski) eine deutsche Schule für „Dorfberaterinnen“ auf. Diese Beraterinnen sollten die vom SS- und Polizeiführer Odilo Globocnik betriebene „Eindeutschungspolitik“ in der Region unterstützen. Sie sollten neu angekommenen bessarabiendeutschen sowie einheimischen „deutschstämmigen“ Siedlerfamilien auf ihren neuen Höfen praktische Hilfe leisten und Ratschläge für Haus- und Landwirtschaft erteilen. Von diesen Höfen waren seit Ende 1942 die polnischen Bewohner in großen Räumungsaktionen deportiert worden.
Auch perspektivisch wurde die Ausrichtung auf ehemalige oder künftige Kolonien in Übersee aufgegeben. In der KFS wurde verkündet, dass die Kolonien nicht länger in Afrika lägen, sondern im Osten. So bezweifelte auch Schuldirektor Körner, dass künftig noch Schulen für „überseeisches Deutschtum“ gebraucht würden – anstelle von „Ostlandschulen“.
Die Tätigkeiten der jungen Frauen in den besetzten Gebieten des Ostens waren die Gewähr dafür, dass die KFS während des gesamten Krieges bestehen blieb. Heinrich Himmler hielt eine schützende Hand über sie. Im September 1944 schrieb das Reichsministerium des Inneren an das Reichsministerium für Wissenschaft, Erziehung und Volksbildung: „Der Reichsführer-SS hat entschieden, daß von einer Stillegung der Kolonialen Frauenschule abgesehen werden soll.“
Am 15. April 1945, nachdem der letzte Lehrgang seine Prüfungen abgelegt hatte und die britischen Truppen Rendsburg schon fast erreicht hatten, wurde der Unterrichtsbetrieb endgültig eingestellt.
In den letzten Kriegstagen hatte sich die für die Konzentrationslager zuständige Amtsgruppe D des SS-Wirtschafts-Verwaltungshauptamtes in der KFS einquartiert. Sie war von Berlin über Ravensbrück vor den alliierten Truppen geflohen. Nach der Kapitulation wurden auf dem Gelände der KFS, im Gerhardshain und auch der weiteren Umgebung mehrere Leichen von höheren SS-Führern und ihren Ehefrauen gefunden, die sich dort selbst getötet hatten.

## Das KFS-vermittelte Frauenbild
Die meisten KFS-Schülerinnen strebten ein selbstbestimmtes Leben und eine Befreiung aus dem traditionellen Frauenbild der damaligen Zeit an. Entgegen starren Rollenbildern nach „weiblich“ und „männlich“ strebten die Frauen nach einer neuen, unabhängigen Existenz. Sie erhofften sich das Erreichen dieser Ziele in Übersee und waren dabei auch von Abenteuerlust getrieben. Doch die Schule pflegte ein traditionelles Frauenbild. Heirat und Familienbildung waren zwar nicht primäres Ziel der Ausbildung. Jedoch, so schreibt Joana Schröder, scheint das Thema Heirat eine „unsichtbare Mission“ der KFS-Ausbildung gewesen zu sein.
Dorothea Siegle bewertet das „Kolo“-Ausbildungsziel und die dann folgenden tatsächlichen Tätigkeiten als widersprüchlich. Einerseits wurden die jungen Frauen in der Ausbildung auf eine selbstständige Lebensführung in der Fremde vorbereitet, wobei gängige Geschlechterklischees verschwanden. Andererseits waren sie in den ehemaligen Kolonien auf den kleinen Handlungsraum des Haushalt beschränkt. Die KFS-Ausbildung war letztlich darauf ausgerichtet, deutsche Ehefrauen für deutsche Siedler in den früheren Kolonien zu fördern. Darin sieht Karsten Linne einen deutlichen Hinweis auf das an der „KFS vorherrschende antiquierte Frauenbild“.

## Trivia: Die Liebe der „Kolos“ zur Kriegsmarine

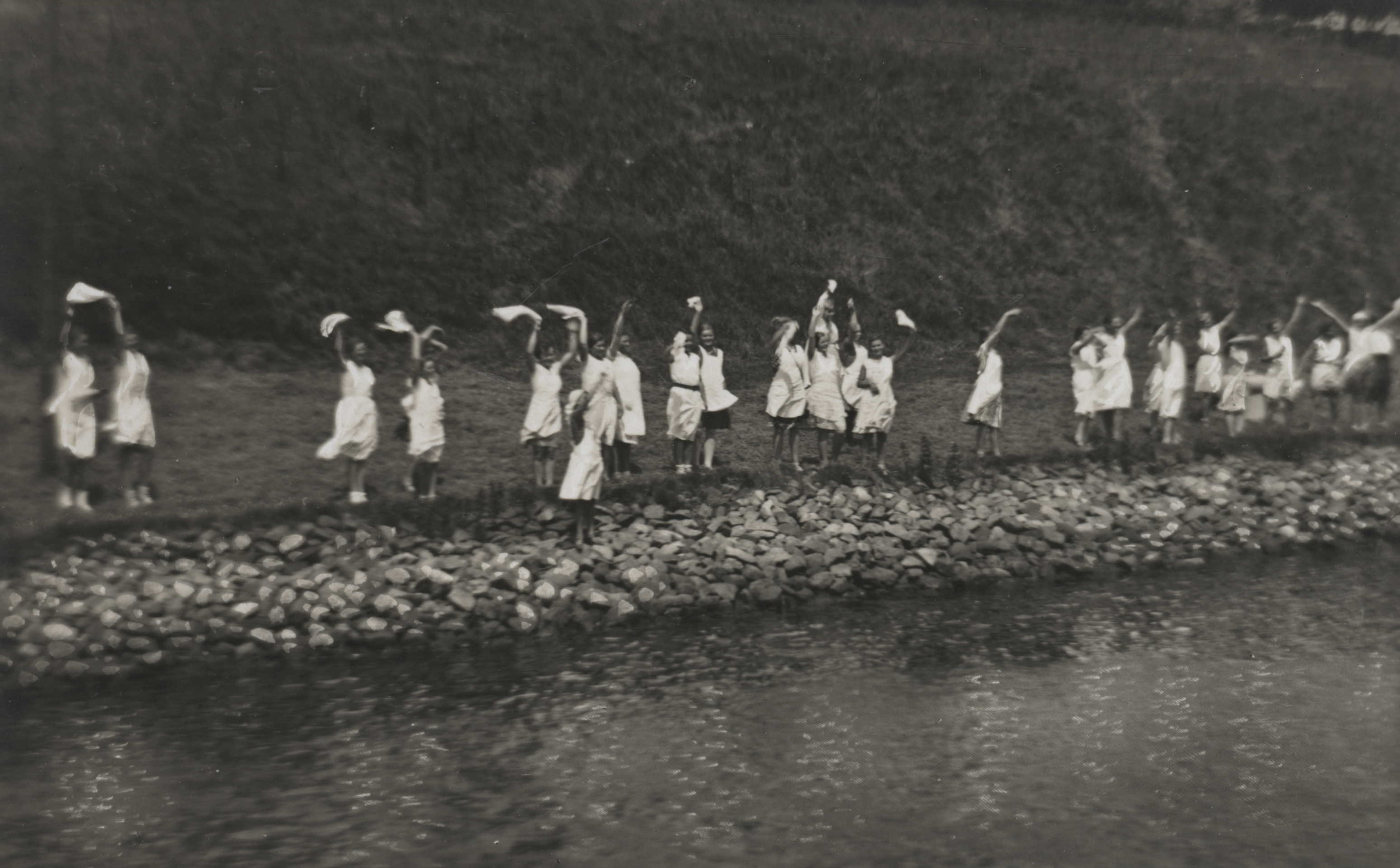
KFS-Schülerinnen bei der Passage eines Kriegsschiffes

Eine der bekanntesten Schülerinnen war Hanna Reitsch. Sie berichtet in ihren Lebenserinnerungen von der besonderen Verbindung der „Kolo-Schülerinnen“ zur Kriegsmarine. Jedes auf dem Kanal vorbeifahrende Kriegsschiff sei rituell begrüßt worden. Die Nähe zur Marine, auch gepflegt durch Besuche der Schule von Marine-Offizieren, habe zu manch lebenslanger Verbindung geführt.
Wenn ein deutsches Kriegsschiff durch den Kanal fuhr und sich dem KFS-Haupthaus näherte, liefen die Schülerinnen zum Ufer oder hängten sich aus den Fenstern und grüßten das Schiff mit „Zicke zacke, zicke zacke, hoi hoi hoi“ oder auch „Zicke zacke, zicke zacke, heil heil heil!“

## Nach 1945

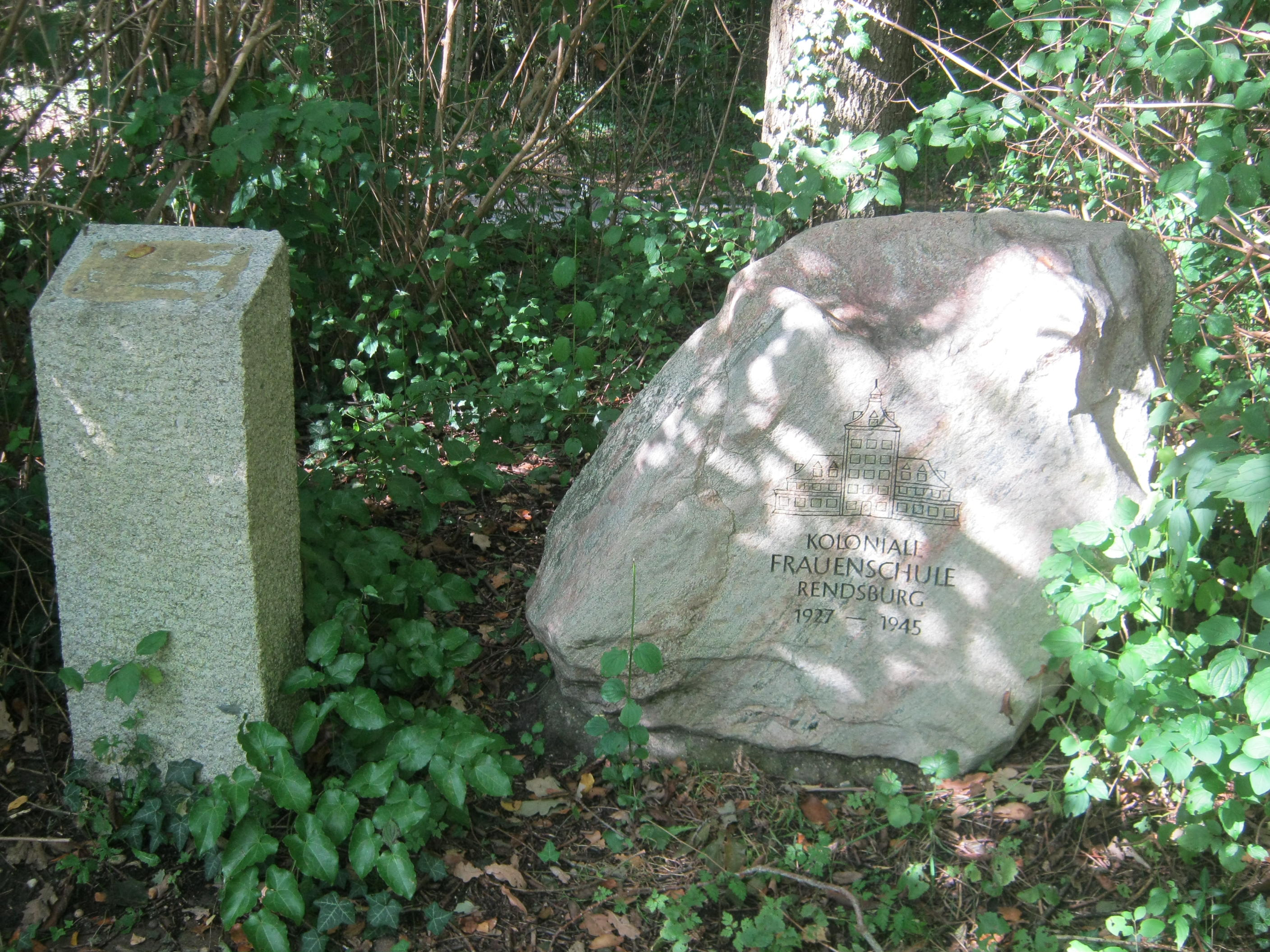
Gedenkstein am ehemaligen Standort des Hauptgebäudes, daneben die nach wiederholten Diebstählen der aufgeschraubten Bronzeplatte verwaiste Stele, Aufnahme vom 24. September 2023.

Der Gebäudekomplex wurde nach der Schließung der Schule von der britischen Besatzungsmacht beschlagnahmt und zum Lazarett umgewandelt. 1946 übernahm die Heimvolkshochschule die Nutzung und dann das Nordkolleg Rendsburg. 1977 wurde das Haupthaus abgerissen, um Platz für die Erweiterung des Nord-Ostsee-Kanals zu schaffen. Am ehemaligen Standort des Haupthauses erinnert ein Gedenkstein an die Schule. Das frühere Gartenhaus der Frauenschule ist inzwischen Nordkolleg-Hauptgebäude.
Ehemalige „Kolo“-Schülerinnen organisierten seit 1976 Treffen an verschiedenen Orten und tauschten Erinnerungen aus. Das letzte große Treffen gab es 2007. Zudem erschien bis 2006 ein jährlicher Rundbrief der Ehemaligen. Darin stellen sich die „Kolos“ laut Monika Mattlener als elitäre Gemeinschaft dar.
In den Rundbriefen ist das Wirken der deutschen Kolonialherrschaft stets positiv konnotiert, kritische mediale Berichterstattung über die deutsche Kolonialzeit wurde meist als Verdrehung der Geschichte bewertet. Auch die Pflege des „Deutschtums“ spielte bis in das 21. Jahrhundert hinein eine wichtige Rolle in der Selbstwahrnehmung der KFS-Ehemaligengemeinschaft. Im Dokumentarfilm Wir hatten eine Dora in Südwest von 1991 gibt es Interviews mit einigen, inzwischen bejahrten, ehemaligen KFS-Schülerinnen, in denen sie sich rassistisch äußern und sich nach wie vor von ihrer kolonialen Mission überzeugt zeigen.
1985 wollten ehemalige „Kolo“-Schülerinnen eine Bronzeplatte zur Erinnerung an die KFS auf einer Stele neben dem Erinnerungsstein am früheren Standort des Haupthauses in der Kanalböschung anbringen. Sie wurden jedoch vom Kulturausschuss der Stadt Rendsburg abgewiesen, weil sich die Bürger der Stadt eher an die Heimvolkshochschule erinnerten, die länger als die KFS ihren Sitz im Haus hatte. Erst nach weiteren Versuchen und Diskussionen wurde die Bronzeplatte 2004 installiert. Seither wurden Gedenktafeln dreimal von der Stele entfernt und gestohlen.
Vom 9. Juli bis 8. Oktober 2023 boten die Museen im Kulturzentrum Rendsburg eine Sonderausstellung an: Von Rendsburg in die weite Welt. Die Koloniale Frauenschule.